# Moskauer Siegesparade von 1945
Die Moskauer Siegesparade von 1945 (russisch Парад Победы Parad Pobedy „Parade des Sieges“) war eine Militärparade der Roten Armee in der Hauptstadt der Sowjetunion während der Schlussphase  des Zweiten Weltkriegs. Sie fand am 24. Juni 1945 auf dem Roten Platz in Moskau statt, um die Kapitulation der Wehrmacht am 9. Mai 1945 in Berlin und damit das Kriegsende in Europa zu feiern. Mit 40.000 teilnehmenden Soldaten, 1850 Militärfahrzeugen und einer Dauer von zwei Stunden war dies die größte Militärparade in der Geschichte der Sowjetunion. Im weiteren Verlauf wurden noch drei Siegesparaden in der Sowjetunion abgehalten: 1965, 1985 und 1990. In der Russischen Föderation findet diese Parade seit 1995 jährlich statt.

## Hintergrund
Entscheidend für den Ausgang des Deutsch-Sowjetischen Krieges war die Schlacht um Berlin. Dies war die letzte große Schlacht des Zweiten Weltkrieges in Europa, bei deren Ende am 2. Mai 1945 Berlin von der Roten Armee erobert wurde. In der Sowjetunion sah man diesen Sieg als historisches Ereignis an, in dem es nach vierjähriger deutscher Besetzung mit Millionen von Toten, Verwundeten und Kriegsgefangenen dem Staat gelungen war, den Krieg militärisch erfolgreich zu beenden und den NS-Staat unter Adolf Hitler zu besiegen.
Der sowjetische Oberbefehlshaber Josef Stalin wählte den 22. Juni 1945, genau vier Jahre nach dem deutschen Überfall auf die Sowjetunion, um mit dem Befehl Nr. 370, der mit einem Vorwort von General Antonow versehen war und in den großen Zeitungen des Landes veröffentlicht wurde, eine Militärparade am 24. Juni auf dem Roten Platz in Moskau anzuordnen.

## Die Parade

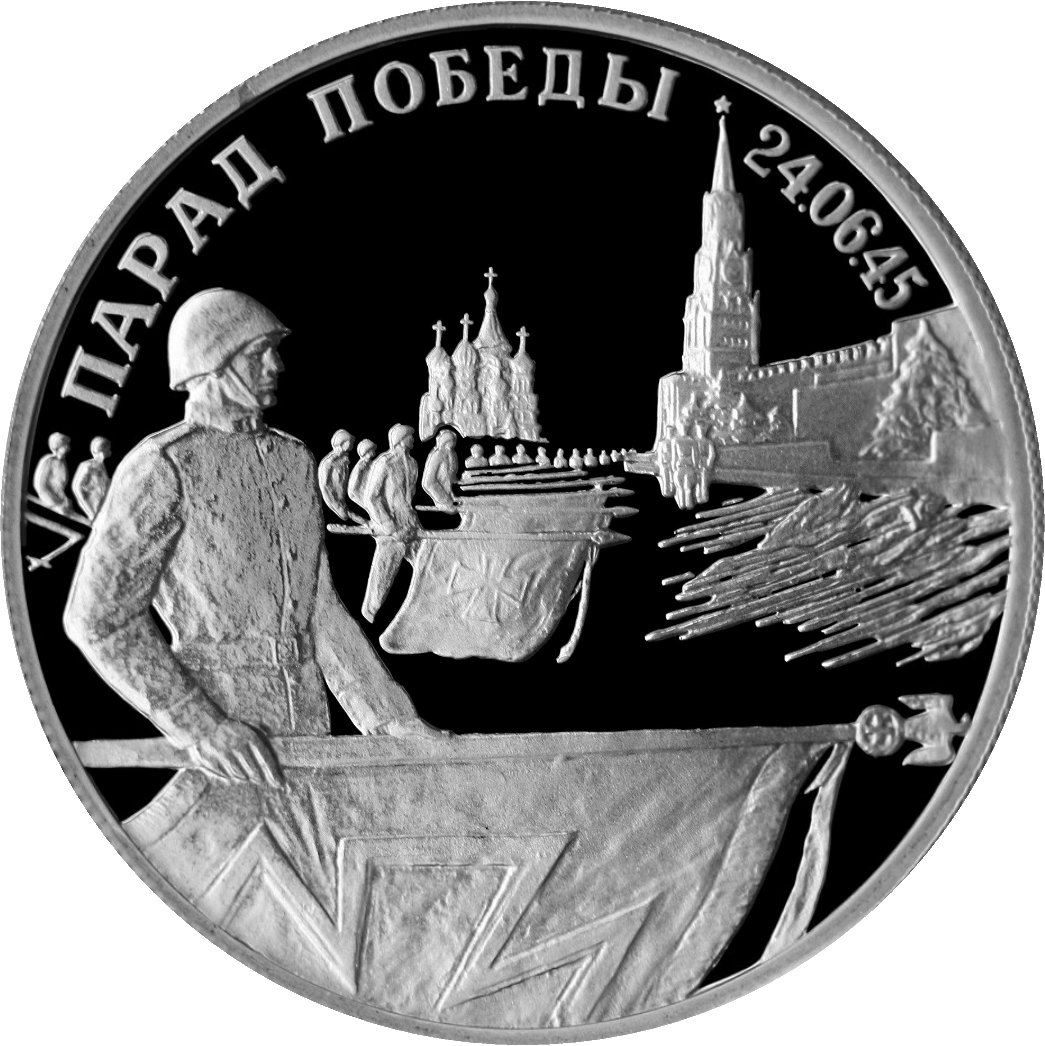
Gedenkmedaille von 1995 zum 50-jährigen Jubiläum der Siegesparade von 1945

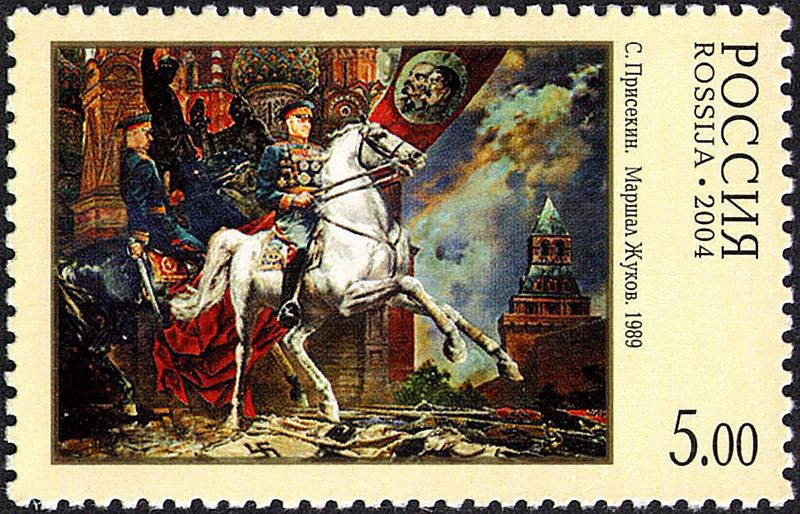
Russische Briefmarke von 2004

Nachdem die Staats- und Parteiführung mit Stalin an erster Stelle auf der Tribüne des Lenin-Mausoleums erschienen war, ritt nach Verklingen des Glockenspiels des Erlöserturms aus dessen Tor um 10.00 Uhr der Marschall der Sowjetunion Georgi Konstantinowitsch Schukow, der die bedingungslose Kapitulation der Wehrmacht in Berlin-Karlshorst unterzeichnet hatte, unter Marschmusik auf den Roten Platz. Er ließ sich von Marschall Rokossowski die nach den Fronten zur Parade geordneten Truppen melden. Von einer zur nächsten reitend, beglückwünschte er sie, die mit langgezogenen Hurra-Rufen antworteten. Im Verband der 1. Weißrussischen Front war auch eine Kompanie der 1. Polnischen Armee angetreten. Schukow und sein Adjutant ritten weiße Hengste, der ihn stumm begleitende Rokossowski samt Adjutant schwarze. Anschließend hielt Schukow von der Tribüne herab die Siegesrede, hierauf erklang die Hymne der Sowjetunion, wozu zwei Artillerieeinheiten am Moskwaufer Salut schossen. Dann begann der Vorbeimarsch der Truppen, angeführt von Rokossowski, der während der Rede weit vor der Tribüne gewartet hatte.
Zum Abschluss der Parade warfen 200 Soldaten des NKWD in einer symbolträchtigen Geste hunderte erbeuteter Truppenfahnen der Wehrmacht und der Waffen-SS, darunter die der Leibstandarte SS Adolf Hitler, vor dem Lenin-Mausoleum auf das Straßenpflaster. Der Fotograf Jewgeni Chaldej schreibt dazu in seinem Kriegstagebuch:

„Das war ein Anblick, unbeschreiblich. Es gab niemanden auf dem Platz, dem nicht Tränen in den Augen standen.“

Musikalisch begleitete die Parade eine Militärkapelle unter Anleitung des Dirigenten Semjon Alexandrowitsch Tschernetzki. An der Parade nahmen 1313 Musiker teil, der jüngste unter ihnen war 13-jährig. Neben der Hymne der Sowjetunion und zahlreichen Märschen erklang auch eine Instrumentalversion des Schlusschors aus Glinkas Oper Iwan Sussanin.
Wegen des schlechten Wetters an diesem Tag mussten eine geplante Luftparade sowie eine Zivilparade abgesagt werden.

## Nachwirkungen
Am 7. September 1945 fand nach dem Kriegsende in Berlin auf Vorschlag der Sowjetunion auf der Charlottenburger Chaussee vor dem Brandenburger Tor eine Militärparade der vier alliierten Siegermächte statt, die jedoch wenig später in westlichen Medien im Zeichen des einsetzenden Kalten Krieges kaum noch beachtet wurde.
In der öffentlichen Wahrnehmung der Sowjetunion wurde die Parade zum Höhepunkt von Stalins Ruhm. Anschließend wurden die Festlichkeiten einige Wochen lang fortgesetzt. Der Personenkult um Stalin steigerte sich und löschte die Erinnerungen an die jahrelangen Säuberungen, den Terror und den Gulag aus. Stalins „militärisches Genie“, das zum Sieg geführt habe, wurde bewundert. Nach Stalins Tod 1953 nahm die gottgleiche Verehrung ab, und die Geheimrede Chruschtschows am XX. Parteitag der KPdSU 1956 versetzte seinem Ansehen einen entscheidenden Schlag. Bis 1965, als die Siegesparade von 1945 erstmals wieder aufgenommen wurde, blieb der Tag ein stiller Gedenktag und es gab vorerst keine Siegesparaden mehr und auch in den folgenden Jahren gab es ausschließlich zu runden Jahrestagen (1985 und 1990) Militärparaden. Der Grund dafür ist darin zu sehen, dass in der Sowjetunion der 1. Mai und der 7. November, also die ideologischen Symbole des Sozialismus und der Revolution mit ihren gewaltigen Demonstrationen und Paraden, wichtiger als der Siegestag waren.
Nach dem Zerfall der Sowjetunion wurde das Gedenken an den Sieg über das nationalsozialistische Deutschland fortgesetzt. Auf dem Roten Platz finden seit 1995 alljährlich Militärparaden am 9. Mai statt, der weiterhin als Tag des Sieges begangen wird.
Zum 50-jährigen Jubiläum der Parade wurde 1995 am Roten Platz vor dem Historischen Museum eine Reiterstandbild Schukows eingeweiht.